# Saint-Laurent-Chabreuges
Saint-Laurent-Chabreuges är en kommun i departementet Haute-Loire i regionen Auvergne-Rhône-Alpes i centrala Frankrike. Kommunen ligger i kantonen Brioude-Nord som tillhör arrondissementet Brioude. År 2022 hade Saint-Laurent-Chabreuges 253 invånare.

## Befolkningsutveckling
Antalet invånare i kommunen Saint-Laurent-Chabreuges
| Referens: INSEE |